# Guido Richard Wagener
Guido Richard Wagener (* 12. Februar 1822 in Berlin; † 10. Februar 1896 in Marburg) war ein deutscher Anatom und Helminthologe sowie Musiksammler.

## Leben
Wagener studierte Medizin in Berlin Er war zunächst Assistent bei Ernst Wilhelm von Brücke und Johannes Peter Müller. 1848 wurde er promoviert. Ab 1857 war er als Assistent am Anatomischen Museum in Berlin tätig. Nach seiner Habilitation war er 1861 als Privatdozent tätig.
Von 1867 bis 1887 war er Professor für Anatomie an der Universität Marburg, später auch Prorektor.

## Wirken
Mit seinem Freund und Kollegen Nathanael Lieberkühn (1821–1887) sowie dessen Schülern Hans Strahl (1857–1920) und Emil Gasser (1847–1919) begründete Guido Richard Wagener 1867 die „Marburger Anatomenfamilie“. Die Wissenschaftler wurden mit den Forschungsergebnissen der Embryologie bekannt, insbesondere einer heute noch in Teilen bestehenden histologischen Schnittsammlung menschlicher und tierischer Embryonen an der Marburger Universität. 1853 wurde er zum Mitglied der Leopoldina gewählt.
Die Spezies Bothriocephalus centrolophipompili wurde von ihm 1854 entdeckt und von Monticelli, 1890, benannt mit Echinophallus wageneri, auch: Bothriocephalus wagener.

### Musik
Wagener wurde zudem bekannt durch seine umfangreiche Musiksammlung mit circa 9000 Stücken, insbesondere von Johann Sebastian Bach, Carl Philipp Emanuel Bach, Johann Christoph Friedrich Bach und Wilhelm Friedemann Bach sowie Arbeiten von Franz Benda, Johann Gottlieb Graun, Carl Heinrich Graun, Johann Joachim Quantz und  Josef Seger. Zu der Sammlung, hauptsächlich Kammermusik des 16. bis 18. Jahrhunderts, gehörten zudem über 500 Manuskripte. Die Sammlung wurde 1902 an Alfred Wotquenne, Bibliothekar des Königlichen Konservatoriums in Brüssel, verkauft.

## Schriften
- Beiträge zur Entwicklungs-Geschichte der Eingeweidewürmer. Loosjes, Haarlem 1857 doi:10.5962/bhl.title.46865 doi:10.5962/bhl.title.48487